# جوشوا كوهن (كاتب)
جوشوا كوهن (بالإنجليزية: Joshua Cohen)‏ (6 سبتمبر 1980 في الولايات المتحدة)؛ كاتب وروائي أمريكي.

## روابط خارجية
- جوشوا كوهن على موقع مونزينجر (الألمانية)